# Zach Hamill
Zachary "Zach" Robert Hamill, född 23 september 1988 i Port Coquitlam, är en kanadensisk professionell ishockeyspelare som spelat för IF Björklöven i Hockeyallsvenskan. Han har tidigare bland annat representerat Boston Bruins i NHL och Barys Astana i KHL.
Hamill draftades i första rundan i 2007 års draft av Boston Bruins som åttonde spelare totalt.